# Sekumpul
Sekumpul is een bestuurslaag in het regentschap Buleleng van de provincie Bali, Indonesië. Sekumpul telt 1088 inwoners (volkstelling 2010).